# Dragon Ball Z: Burst Limit
Dragon Ball Z: Burst Limit (ドラゴンボールZ バーストリミット?, Doragon Bōru Zetto Bāsuto Rimitto) è un videogioco di tipo picchiaduro ad incontri basato sulla serie di Dragon Ball. È stato sviluppato da Dimps e pubblicato in Europa, da Bandai, il 6 giugno 2008 per PlayStation 3 e Xbox 360.

## Modalità di gioco
Burst Limit somiglia, come stile di gioco, a Shin Budokai 2.
Le differenze sono davvero poche (senza contare la grafica), e la maggior parte delle mosse sono uguali. La differenza con i vecchi titoli consisterà, per la maggior parte, nell'inserimento di "cut scene" quando durante la battaglia si soddisfano determinate condizioni e nella minuziosa cura riposta nell'assorbimento dei colpi da parte dei personaggi.

## Personaggi giocabili
- Goku
- Crilin
- Piccolo
- Gohan bambino
- Gohan ragazzo
- Tenshinhan
- Yamcha
- Radish
- Saibaiman
- Nappa
- Vegeta
- Ginew
- Rekoom
- Freezer
- Trunks
- Androide N° 16
- Androide N° 17
- Androide N° 18
- Cell
- Broly
- Bardak

## Livelli
- Pianura
- Pianeta Namecc
- Montagne rocciose
- Arena del Gioco di Cell
- Arcipelago

## Colonna sonora
1. Kiseki no Hono Yo Moeagare!! (Game Op. Size) - 1:48
2. Sizzle Dizzle - 2:12
3. Raging Evil - 2:16
4. Festa de Morado - 2:20
5. Eternally Red Wasteland  - 2:26
6. May I Help You? - 2:36
7. Captain Thrill - 2:12
8. Unbreakable Mission - 2:08
9. Destruction: Heartbeat of Battle Fields - 2:22
10. Absolute Death: Death Hand - 2:40
11. Blue Storm - 2:06
12. Let's Fight! Fight! - 2:08
13. Hatred at Two Power... - 2:12
14. Sky City - 4:44
15. Naughty Pilgrims - 2:40
16. Kaffein - 2:28
17. Smoky September - 2:38
18. Incantation - 2:28
19. Faiting Dance - 2:26
20. Battleholic: Superiority of the Wolf - 2:14
21. Sekai no Hate Teni Emi Hishi Akuma - 2:24
22. Demise Your Breath - 3:14
23. Yobi Samasa Re Ta Toshi - 3:04
24. Final Decisive Battle - 2:46
25. Fate - 4:36
26. Fight It Out!! - 4:26

## Doppiaggio
| Personaggio       | Doppiatore giapponese | Doppiatore americano |
| ----------------- | --------------------- | -------------------- |
| Broly             | Bin Shimada           | Vic Mignogna         |
| Ginew             | Hideyuki Hori         | Brice Armstrong      |
| Androide Nº 16    | Hikaru Midorikawa     | Jeremy Inman         |
| Tenshinhan        | Mitsuaki Madono       | John Burgmeier       |
| Rekoom            | Kenji Utsumi          | Christopher Sabat    |
| Goku              | Masako Nozawa         | Sean Schemmel        |
| Gohan bambino     | Masako Nozawa         | Stephanie Nadolny    |
| Gohan ragazzo     | Masako Nozawa         | Stephanie Nadolny    |
| Bardak            | Masako Nozawa         | Sonny Strait         |
| Crilin            | Mayumi Tanaka         | Sonny Strait         |
| Androide Nº 18    | Miki Ito              | Meredith McCoy       |
| Cell              | Norio Wakamoto        | Travis Willingham    |
| Vegeta            | Ryo Horikawa          | Christopher Sabat    |
| Freezer           | Ryusei Nakao          | Linda Young          |
| Voce di battaglia | Ryuzaburo Otomo       | Mike McFarland       |
| Radish            | Shigeru Chiba         | Justin Cook          |
| Androide Nº 17    | Shigeru Nakahara      | Chuck Huber          |
| Nappa             | Syozo Izuka           | Phil Parsons         |
| Trunks            | Takeshi Kusao         | Eric Vale            |
| Yamcha            | Toru Furuya           | Christopher Sabat    |
| Piccolo           | Toshio Furukawa       | Christopher Sabat    |
| Saibaiman         | Yusuke Numata         | John Burgemeier      |

## Accoglienza
| Testata                            | Versione | Giudizio |
| ---------------------------------- | -------- | -------- |
| GameRankings (media al 30-01-2020) | PS3      | 72%      |
| GameRankings (media al 30-01-2020) | X360     | 73.04%   |
| Metacritic (media al 30-01-2020)   | PS3      | 71/100   |
| Metacritic (media al 30-01-2020)   | X360     | 72/100   |
| EGM                                | Tutte    | 7.17/10  |
| Eurogamer                          | X360     | 7/10     |
| GamePro                            | Tutte    | 4.25/5   |
| GameSpot                           | Tutte    | 7.5/10   |
| GameSpy                            | X360     | [ 11 ]   |
| GameTrailers                       | X360     | 8.2/10   |
| GameZone                           | PS3      | 8/10     |
| GameZone                           | X360     | 7.9/10   |
| Giant Bomb                         | Tutte    | [ 15 ]   |
| IGN                                | Tutte    | 7.9/10   |
| OXM                                | X360     | 7.5/10   |
| Play Generation                    | PS3      | 85/100   |

Oltre ad aver venduto un discreto numero di copie, il gioco ha ricevuto anche un'accoglienza positiva dalla critica. GameRankings e Metacritic lo hanno votato del 73% e 72 su 100 per la versione Xbox 360, e del 72% e 71 su 100 per quella PlayStation 3. Chris Roper della IGN ha considerato le meccaniche di gioco "semplici e profonde", ma ha ritenuto i personaggi e gli ambienti fin troppo simili tra di loro. Will Herring della GamePro ne ha lodato le grafiche, e ha ritenuto i Drama Pieces ben integrati nelle Cronache Z (la Modalità Storia), ma ha anche riferito che non sembrano essere ben applicate con la modalità multi-giocatore. Justin Calvert della GameSpot ha ritenuto le animazioni e le grafiche stupefacenti per i giocatori medi, ma considerato gli ambienti come blandi. Ha comunque concluso che "l'aspetto generale di Burst Limit è certamente più grande della somma delle sue parti". Phil Theobald della GameSpy ha ritenuto la versione X360 un po' squallida a causa della mancanza di contenuti, ma che rimane comunque un picchiaduro di qualità con un motore di gioco indubbiamente migliorato. GameTrailers ha lodato sempre la versione X360 chiamandola " un pacchetto a tutto tondo nella forma di picchia-duro", mantenendo il ritmo con tante modalità di gioco, oltre che a riferire che sebbene la sua profondità possa non soddisfare giocatori hardcore, possa invece farlo con i fan o i giocatori che cercano un picchiaduro amichevole. Dakota Grabowski della GameZone ha considerato la versione X360 un gioco eccellente nonostante la mancanza di personaggi e una modalità multi-giocatore poco rifinita. Matt Cabral della Official Xbox Magazine ne ha lodato controlli e visuali, e ha concluso che "dopo interminabili titoli tra una piattaforma all'altra, questo potrebbe essere il miglior gioco di Dragon Ball Z finora".
Non tutti i critici, però, sono rimasti soddisfatti dal gioco nell'insieme. Anthony Gallegos della 1UP.com ne è rimasto impressionato in primo luogo, ma ne è poi rimasto deluso dalla mancanza di innovazione. Dale Nardozzi di TeamXbox ha ritenuto le caratteristiche del gioco come fossero ridotte all'osso. Si è inoltre lamentato del prezzo di sessanta dollari che gli è costato, e ha riferito che il gameplay non ne ha giustificato il prezzo. In conclusione, ha raccomandato ai consumatori di prendere il gioco in prestito, scambiato o in affitto, preferibilmente da un fan di DBZ.
La rivista Play Generation lo ha classificato come il secondo miglior gioco picchiaduro del 2008. La stessa testata ha dato un punteggio di 85/100 alla versione per PlayStation 3, trovando il titolo spettacolare, immediato e completo di scontri online, facendo debuttare la serie in grande stile su PS3 ma con il difetto di presentare pochi personaggi giocabili.